# Синиця Олег Вікторович
Олег Вікторович Синиця (нар. 20 березня 1996, Харків, Україна) — український футболіст, півзахисник клубу «Лівий берег».

## Життєпис

### Ранні роки
Вихованець академії харківського «Металіста», куди його привів батько у віці 6 років. Із 2009 по 2013 рік провів 38 матчів і забив 5 голів у чемпіонаті ДЮФЛУ.

### Клубна кар'єра
31 липня 2013 року дебютував за юніорську (U-19) команду «Металіста» в домашній грі проти луганської «Зорі», а за молодіжну (U-21) команду вперше зіграв 1 серпня 2014 року в домашньому поєдинку проти київського «Динамо». У складі команди U-19 ставав переможцем чемпіонату України серед юнацьких команд сезону 2013/14, провівши 19 зустрічей і забивши 4 м'ячі.
8 квітня 2015 дебютував за основну команду «Металіста» у виїзному кубковому матчі проти донецького «Шахтаря», вийшовши на заміну замість Єгора Чегурка на 73-й хвилині зустрічі. а 6 грудня того ж року вперше зіграв у Прем'єр-лізі, вийшовши на заміну замість Сергія Барилка на 64-й хвилині домашнього поєдинку проти одеського «Чорноморця», на 88-й хвилині якого Синиця отримав жовту картку.
За харківський «Металісті 1925» почав виступати з моменту його створення, зокрема, брав участь у першій офіційній грі клубу 21 серпня 2016 року проти команди «Інгулець-3» (2:1, Синиця відіграв повний матч). Всього у сезоні 2016/17 провів 21 гру та забив 7 м'ячів у чемпіонат України серед аматорів і став срібним призером цього змагання. У наступному сезоні (2017/18) Олег провів за «Металіст 1925» 29 ігор і забив 7 м'ячів у другій лізі чемпіонату України, здобувши у цьому турнірі бронзові нагороди, а також зіграв один матч у кубку України. У сезоні 2018/19 гравець продовжив свою кар'єру в харківській команді, яка виступає вже у першій лізі. Знаковим для Олега став матч 6 серпня 2018 року проти ПФК «Суми», у якому він спочатку не забив пенальті, а потім оформив історичний «покер» (тобто забив 4 голи). Це перший «покер» за всю історію існування клубу.
На початку лютого 2021 року став гравцем латвійського «Вентспілса».
5 квітня 2022 року став гравцем клубу «Світ» (Щецин), який виступає в четвертому дивізіоні чемпіонату Польщі.

## Статистика
Станом на 10 червня 2019
| Клуб          | Ліга                             | Сезон   | Чемпіонат | Чемпіонат | Чемпіонат | Кубок | Кубок | Кубок | Дубль | Дубль |
| Клуб          | Ліга                             | Сезон   | Ігри      | Голи      | ГП        | Ігри  | Голи  | ГП    | Ігри  | Голи  |
| ------------- | -------------------------------- | ------- | --------- | --------- | --------- | ----- | ----- | ----- | ----- | ----- |
| Металіст      | Прем'єр-ліга                     | 2014/15 |           |           |           | 1     | 0     |       | 16    | 2     |
| Металіст      | Прем'єр-ліга                     | 2015/16 | 4         | 0         |           |       |       |       | 16    | 4     |
| Металіст 1925 | Чемпіонат України серед аматорів | 2016/17 | 21        | 7         | 3         |       |       |       |       |       |
| Металіст 1925 | Друга ліга                       | 2017/18 | 29        | 7         | 7         | 1     | 0     | 0     |       |       |
| Металіст 1925 | Перша ліга                       | 2018/19 | 26        | 10        | 2         | 1     | 0     | 0     |       |       |

## Характеристика гри
За словами самого футболіста, найкомфортніше йому грати в середині поля, хоча часто виступає й на флангах нападу.

## Досягнення
«Металіст 1925»:
 Бронзовий призер Другої ліги України: 2017/18
 Віце-чемпіон Чемпіонату України серед аматорів: 2016/17
 «Рух»:
 Віце-чемпіон Першої ліги України: 2019/20